# Torsångs församling
Torsångs församling är en församling i Tuna kontrakt i Västerås stift. Församlingen ligger i Borlänge kommun i Dalarnas län och ingår i Stora Tuna och Torsångs pastorat.

## Administrativ historik
Församlingen har medeltida ursprung. Omkring 1357 utbröts Kopparbergs församling.
Församlingen utgjorde till 10 december 1746 ett eget pastorat, för att därefter till 1882 vara moderförsamling i pastoratet Torsång och Aspeboda. Från 1882 till 1962 utgjorde församlingen åter ett eget pastorat för att från 1962 vara annexförsamling i pastoratet Stora Tuna och Torsång.

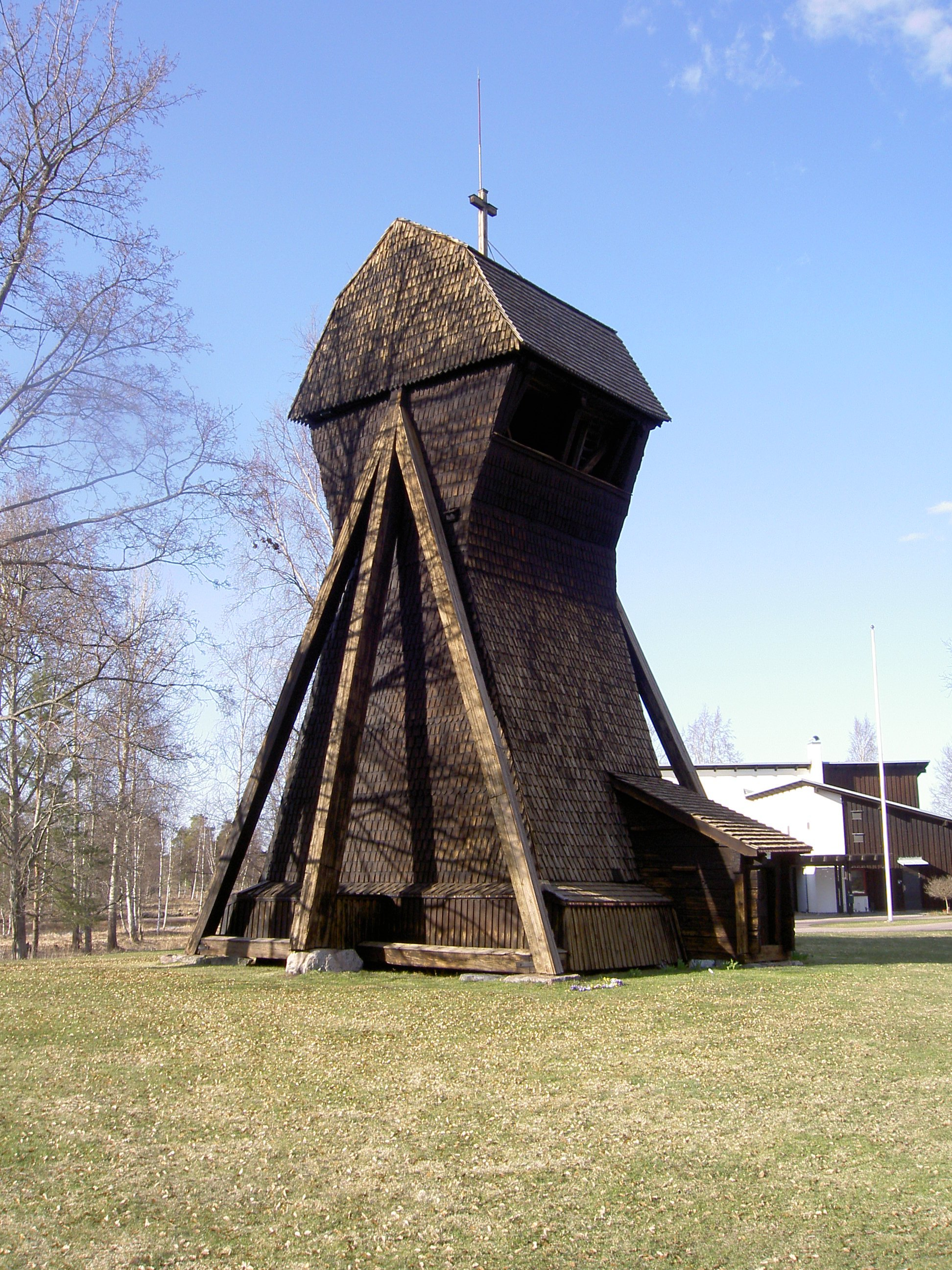
Torsångs kyrkas klockstapel

## Kyrkor
- Torsångs kyrka